# Stratton (Vermont)
Stratton – miasto w Stanach Zjednoczonych, w stanie Vermont, w hrabstwie Windham.